# Bowling tại Đại hội Thể thao Đông Nam Á 2021
Bowling tại Đại hội Thể thao Đông Nam Á 2021 được tổ chức từ ngày 14 đến 19 tháng 05 năm 2022 tại Hà Nội, Việt Nam. Có 6 nội dung được thi đấu ở môn Bowling tại SEA Games 31.

## Địa điểm
Bowling tại Đại hội Thể thao Đông Nam Á 2021 được tổ chức tại Trung tâm thương mại - Vincom Megamall Royal City - Heroworld Bowling Center ở Hà Nội, Việt Nam.
| Hà Nội                                                                       |
| ---------------------------------------------------------------------------- |
| Trung tâm thương mại - Vincom Megamall Royal City - Heroworld Bowling Center |
| Sức chứa: 2.000                                                              |
| không khung                                                                  |

## Nội dung thi đấu
Bộ môn bowling tại Đại hội Thể thao Đông Nam Á 2021 có tổng cộng 6 bộ huy chương được trao, tương ứng với 6 nội dung thi đấu:
- Nam: đơn nam (dầu dài), đôi nam (dầu ngắn) và đồng đội 4 nam (dầu ngắn).
- Nữ: đơn nữ (dầu dài), đôi nữ (dầu ngắn) và đồng đội 4 nữ (dầu ngắn).

## Chương trình thi đấu
| Ngày        | Thời gian     | Nội dung                          |
| ----------- | ------------- | --------------------------------- |
| 16 tháng 05 | 7:50 - 8:50   | Trải dầu lane                     |
| 16 tháng 05 | 8:50 - 9:00   | Khởi động                         |
| 16 tháng 05 | 9:00 - 12:00  | Đơn nam (dầu dài)                 |
| 16 tháng 05 | 12:00 - 13:00 | Trải dầu lane                     |
| 16 tháng 05 | 13:00 - 13:10 | Khởi động                         |
| 16 tháng 05 | 13:10 - 16:10 | Đơn nữ (dầu dài)                  |
| 16 tháng 05 | 16:30 - 17:00 | Trao giải các nội dung đơn        |
| 17 tháng 05 | 7:50 - 8:50   | Trải dầu lane                     |
| 17 tháng 05 | 8:50 - 9:00   | Khởi động                         |
| 17 tháng 05 | 9:00 - 12:00  | Đôi nam (dầu ngắn)                |
| 17 tháng 05 | 12:00 - 13:00 | Trải dầu lane                     |
| 17 tháng 05 | 13:00 - 13:10 | Khởi động                         |
| 17 tháng 05 | 13:10 - 16:10 | Đôi nữ (dầu ngắn)                 |
| 17 tháng 05 | 16:30 - 17:00 | Trao giải các nội dung đôi        |
| 18 tháng 05 | 7:45 - 8:45   | Trải dầu lane                     |
| 18 tháng 05 | 8:45 - 9:00   | Khởi động                         |
| 18 tháng 05 | 9:00 - 12:00  | Đồng đội 4 nữ (dầu ngắn) đợt 1    |
| 18 tháng 05 | 12:00 - 13:00 | Trải dầu lane                     |
| 18 tháng 05 | 13:00 - 13:15 | Khởi động                         |
| 18 tháng 05 | 13:15 - 16:15 | Đồng đội 4 nam (dầu ngắn) đợt 1   |
| 19 tháng 05 | 7:45 - 8:45   | Trải dầu lane                     |
| 19 tháng 05 | 8:45 - 9:00   | Khởi động                         |
| 19 tháng 05 | 9:00 - 12:00  | Đồng đội 4 nữ (dầu ngắn) đợt 2    |
| 19 tháng 05 | 12:00 - 13:00 | Trải dầu lane                     |
| 19 tháng 05 | 13:00 - 13:15 | Khởi động                         |
| 19 tháng 05 | 13:15 - 16:15 | Đồng đội 4 nam (dầu ngắn) đợt 2   |
| 19 tháng 05 | 17:00 - 17:30 | Trao giải các nội dung đồng đội 4 |

## Bảng huy chương
| Hạng               | Đoàn               | Vàng | Bạc | Đồng | Tổng số |
| ------------------ | ------------------ | ---- | --- | ---- | ------- |
| 1                  | Singapore          | 3    | 1   | 3    | 7       |
| 2                  | Philippines        | 2    | 1   | 0    | 3       |
| 3                  | Indonesia          | 1    | 1   | 2    | 4       |
| 4                  | Malaysia           | 0    | 2   | 1    | 3       |
| 5                  | Thái Lan           | 0    | 1   | 0    | 1       |
| Tổng số (5 đơn vị) | Tổng số (5 đơn vị) | 6    | 6   | 6    | 18      |

## Danh sách huy chương

### Nam
| Nội dung  | Vàng                                                                                             | Bạc | Đồng                                                                   |
| --------- | ------------------------------------------------------------------------------------------------ | --- | ---------------------------------------------------------------------- |
| Đơn nam   | Merwin Matheiu Tan · Philippines                                                                 | Yannaphon Larpapharat · Thái Lan                                                                                         | Ryan Leonard Lalisang · Indonesia                                      |
| Đôi nam   | Indonesia · Hardy Rachmadian · Ryan Leonard Lalisang                                             | Singapore · Muhd Jaris Goh · Timothy Tham                                                                                | Singapore · Cheah Ray Han · Darren Ong                                 |
| Đội 4 nam | Philippines · Christian Dychangco · Ivan Dominic Malig · Patrick Neil Nuqui · Merwin Matheiu Tan | Malaysia · Shahrukh Amin Zulkifli · Nevern Netaneel Marcellinus · Muhammad Hafiz Zainuddin · Muhammad Syarizol Shamsudin | Singapore · Cheah Ray Han · Darren Ong · Muhd Jaris Goh · Timothy Tham |

### Nữ
| Nội dung | Vàng                                                            | Bạc | Đồng                                                                                       |
| -------- | --------------------------------------------------------------- | --- | ------------------------------------------------------------------------------------------ |
| Đơn nữ   | Cherie Tan · Singapore                                          | Marie Alexis Sy · Philippines                                                                             | New Hui Fen · Singapore                                                                    |
| Đôi nữ   | Singapore · Cherie Tan · New Hui Fen                            | Indonesia · Sharon Limansantoso · Tannya Roumimper                                                        | Malaysia · Nur Syazwani Sahar · Gillian Lim                                                |
| Đội 4 nữ | Singapore · Cherie Tan · New Hui Fen · Daphne Tan · Bernice Lim | Malaysia · Nur Syazwani Sahar · Gillian Lim Siew Giok · Nerosha Keligit Thiagarajan · Nora Lyana Nastasia | Indonesia · Putty Armein · Sharon Limansantoso · Shinta Ceysaria Yunita · Tannya Roumimper |